# 夢想世界Online
《夢想世界Online》 是由中國大陸多益网络開發的一款2D畫面的線上遊戲。此作為一虛擬的現實，以角色的自由成長，多元化分工的幫會，各種每日活動以及可自由掌控的練功系統為特色。此作在台港澳由雷爵網路代理，2008年4月30日封測，同年5月21日公開測試；而中國大陸方面也於2007年9月由多益网络自行推出並上市。

## 十二大主角[4]

### 戰士

#### 逍遙俠
流派：劍法
年齡：20歲
身高：178cm
體重：68kg
生日：1月1日
星座：摩羯座
性格：自信，開朗，熱愛習武，喜歡結交朋友，非常看重承諾。雖不善言辭，卻聰明機智，奇怪的是他的女人緣極好。
身世：狂劍的第五代弟子，肩負著與傲刀十年對決的重任。眼看巔峰對決即將展開，卻不料傲刀傳人風鈴兒意外受傷，身為狂劍傳人的逍遙俠，不願趁機取勝，故改期在除魔衛道中再比個高下，公平對決。

#### 霹靂火
流派：槍法
年齡：19歲
身高：176cm
體重：72kg
生日：8月21日
星座：獅子座
性格：成熟穩重，言出必行，性格倔強執著，最大弱點是超級要面子，但在千幻蝶面前除外，對待感情有些霸道但又很專一。
身世：一個執著於武道的刀客，自從與青梅竹馬的千幻蝶分開，性格開始變得有些孤僻，十年裏潛心修煉，一心為實現與千幻蝶的約定而努力變強。一次挑戰刀法名家時，被對手投毒暗算，幸好被路過的淡清秋出手相救。

#### 風鈴兒
流派：刀法
年齡：18歲
身高：166cm
體重：46kg
生日：5月3日
星座：金牛座
性格：有愛心，愛鉆牛角尖，專註不服輸，為了達成與逍遙俠的約定，即使受傷也要堅持武學修煉。
身世：身為傲刀傳人，有著一般女兒家沒有的本領和氣質，曾與逍遙俠相約切磋，卻因保護落日海灣居民而被魔族所傷，錯過了約定的切磋時間，多虧雲無心的精心照料，才逐漸康覆，並與逍遙俠相約在除魔衛道中再比高下。

#### 凌波燕
流派：暗器
年齡：16歲
身高：163cm
體重：44kg
生日：6月7日
星座：雙子座
性格：開朗活潑，任何苦難都能一笑而過；敢於冒險，一旦堅定理想就會不顧一切去實現；擁有很強的正義感，無法容忍弱者被欺負。
身世：從小接受過良好的戰鬥訓練，通過堅持不懈的努力，終於加入了夢寐以求的冒險工會，成為一個名副其實的冒險者，並在除魔師的指引下奮勇對抗魔族。曾在一次戰役中，與藍顏知己瀟湘子一起救治被魔族俘虜的孩童。

### 法師

#### 雲無心
流派：巫術
年齡：18歲
身高：175cm
體重：65kg
生日：9月26日
星座：天秤座
性格：儒雅，敏銳，喜歡結交朋友，對戀人關懷備至，對自己認定的事情無比執著。
身世：自幼無父無母，身世來歷一直不明，所幸一直有深愛著自己的風鈴兒相伴。一次與魔軍對敵時，發現與其配飾品相似的真理水晶。為了追尋真相，潛心修煉上達天界，幾番追查之下，才知自己是當年魔晶要塞遭魔軍圍困之時，父母用真理水晶傳送到下界的。

#### 天蟬子
流派：儒家
年齡：21歲
身高：179cm
體重：70kg
星座：射手座
生日：12月21日
性格：自由浪漫，為人重感情，不愛受約束，對自己熱愛的事情總是滿懷巨大的熱忱。
身世：在機緣巧合之下，他邂逅了來自天界的神秘術士紫嫣然，身為玉羅剎的師兄，對門下這個活潑好動，大大咧咧的師妹溺愛有加。在得知師妹遇險之後，通過秘術追尋其下落，並展開了營救行動。

#### 淡清秋
流派：道家
年齡：16歲
身高：169cm
體重：48kg
星座：巨蟹座
生日：7月12日
性格：充滿幻想，直覺超強，但卻往往連自己玉都不了解，分不清與默默愛著她的瀟湘子是友情還是愛情。
身世：在養父養母的寵愛下長大，與摯友瀟湘子有著微妙的感情關系。一次機緣巧合，救下霹靂火，從其身上打聽到彼岸花，於是沿著該線索追尋，終發現自己和雲無心均來自天界，一場浩劫後，她被遊俠十葉救下，並被人界家庭撫養成人。

#### 玉羅剎
流派：儒家
年齡：17歲
身高：165cm
體重：46kg
生日：11月12日
星座：天蠍座
性格：愛打扮，外表是個不折不扣的淑女，但內心卻充滿好奇心，喜歡旅遊和探險尋寶，一直期待有人發現她這個寶。
身世：出身高貴，是早已消亡於歷史的雲澤之國的王族血脈，但她自己卻全然不知。作為天蟬子的同門師妹，執迷於找尋藏匿世界各處的寶藏，最終發現了雲澤之國的寶庫，但卻為了保護同行夥伴，無奈之下動用時空亂流之術，將敵人與自己一起送走。

### 術士

#### 瀟湘子
流派：佛家
年齡：18歲
身高：175cm
體重：68kg
生日：9月5日
星座：處女座
性格：專一，上進心強，天生具有敏銳的洞察力，對愛情卻細膩小心，始終不敢向心愛的女孩講出心裏話。
身世：醫術高超的佛門俗家弟子，偶爾做點驅鬼除魔抓賊的小兼職。作為淡清秋的摯友，他始終深愛著這個有著一對大眼睛，可愛清純的美少女，想表白怕失敗的心態讓他倍感糾結，只好一直默默的支持和關心淡清秋。

#### 炎如風
流派：儒家
年齡：20歲
身高：179cm
體重：71kg
生日：2月10日
星座：水瓶座
性格：善良，單純，對待朋友非常友好，對待敵人毫不客氣；信念堅定，故一生都堅守在守護水晶真理的崗位上。
身世：天界修行的術士，是守護神秘水晶真理的眾多天界武者的一員。身為天界術士的他一直盡忠職守，為了守護水晶真理，曾一度懷疑雲無心意欲破壞水晶，竟一怒之下向其發起挑戰，正所謂不打不相識，兩位相互較勁的少年俠士最終化幹戈為玉帛，成為真誠好友。

#### 千幻蝶
流派：陰陽
年齡：18歲
身高：166cm
體重：44kg
生日：3月20日
星座：白羊座
性格：單純，熱情，性格直爽容易沖動，不會遮掩自己的情緒。有很強的正義感，崇拜英雄豪傑。對待感情很執著，一直信守與霹靂火的十年約定。
身世：出身於千幻世家，自幼與霹靂火相識，青梅竹馬。不料這段原本被眾人看好的姻緣卻突生變故，8歲那年，因受天界邀請，隨諸多術法世家上天界修煉，無奈與霹靂火分隔，至此兩人許下了10年後天界再見的約定。

#### 紫嫣然
流派：儒家
年齡：18歲
身高：167cm
體重：45kg
生日：2月24日
星座：雙魚座
性格：浪漫溫柔，很容易相處；在大事面前善於控制自己的情緒，面對愛情卻是既想愛又害怕，不過一旦認定就不會輕易改變。
身世：一個浪漫而富於幻想的神秘術士，是天界在人間界行走的弟子，她將自己的身份隱藏得很深，幾乎無人知曉其來歷。在一次偶然機會邂逅天蟬子，並與天蟬子締結情緣，還協助其救出同門師妹玉羅剎。

## 外部連結
- 夢想世界Online台港澳官方網站 （页面存档备份，存于）
- 夢想世界Online中國大陸官方網站 （页面存档备份，存于）
- 英雄傳奇：喚醒另一個自己 （页面存档备份，存于）